# NGC 6203
NGC 6203 é uma galáxia lenticular (S0) localizada na direcção da constelação de Hercules. Possui uma declinação de +23° 46' 31" e uma ascensão recta de 16 horas, 40 minutos e 27,3 segundos.
A galáxia NGC 6203 foi descoberta em 6 de Junho de 1864 por Albert Marth.